# 滋賀県の観光地

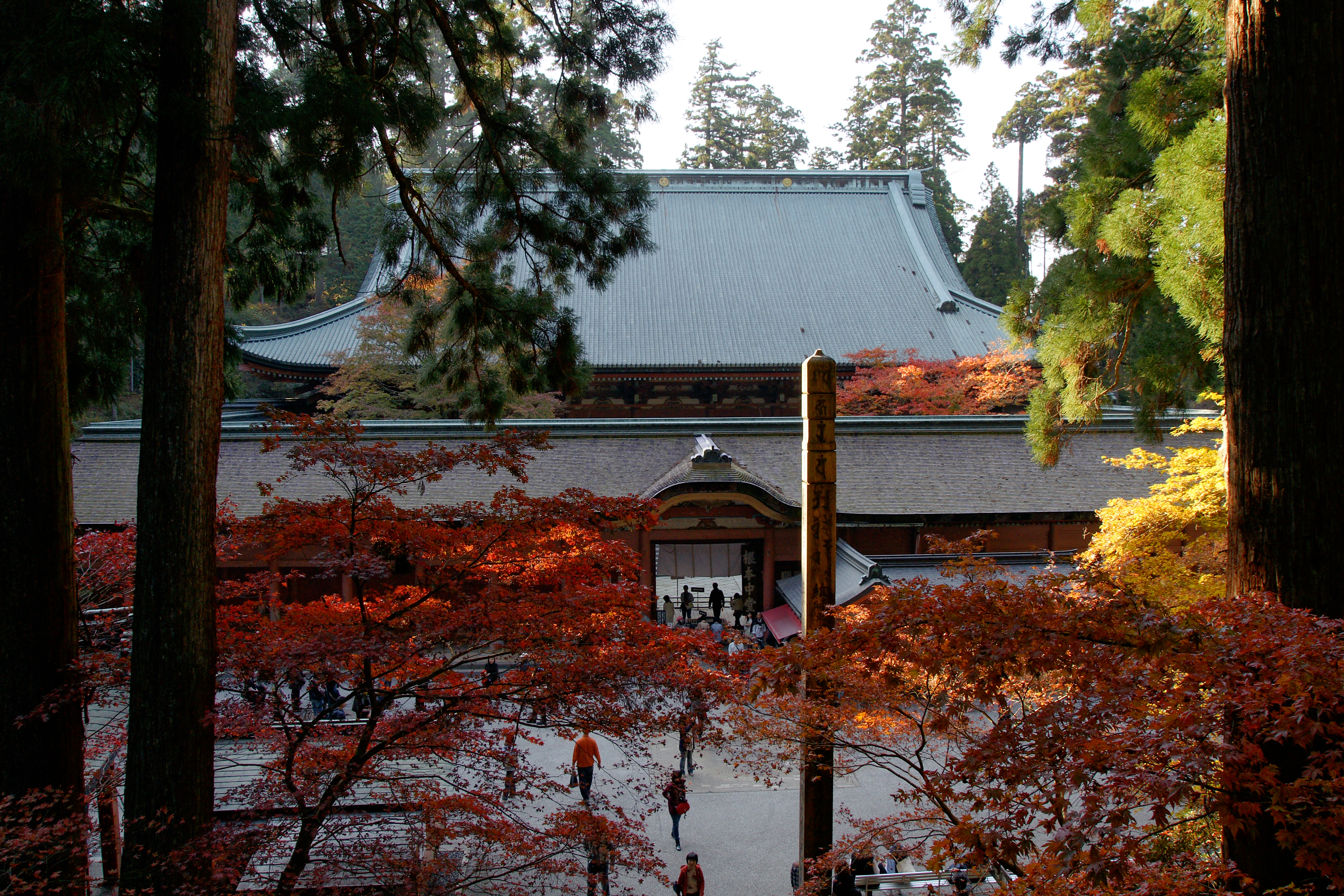
世界遺産 延暦寺

滋賀県の観光地（しがけんのかんこうち）は、滋賀県内の主要な観光地等に関する項目である。

## 対象別

### 文化財等

#### 世界遺産
- 古都京都の文化財
  - 比叡山延暦寺（大津市）

- 東塔 根本中堂
- 東塔 大講堂
- 西塔 転法輪堂

#### 国宝建築
- 石山寺（大津市） - 多宝塔、本堂
- 延暦寺（大津市） - 根本中堂
- 大笹原神社（野洲市） - 本殿
- 園城寺（三井寺）（大津市） - 金堂、新羅善神堂、勧学院客殿、光浄院客殿
- 金剛輪寺（愛荘町） - 本堂
- 西明寺（甲良町） - 三重塔、本堂
- 常楽寺（湖南市） - 三重塔、本堂
- 善水寺（湖南市） - 本堂
- 長寿寺（湖南市） -  本堂
- 都久夫須麻神社（長浜市） - 本殿
- 彦根城（彦根市） - 天守、附櫓および多聞櫓
- 日吉大社（大津市） -  西本宮本殿および拝殿、東本宮本殿および拝殿
- 苗村神社（竜王町） - 西本殿
- 宝厳寺（長浜市） - 観音堂唐門
- 御上神社（野洲市） - 本殿

- 西明寺本堂
- 常楽寺本堂、三重塔
- 石山寺多宝塔
- 長寿寺本堂

#### 国の名勝
- 円満院庭園（大津市）
- 大角氏庭園（栗東市）
- 延暦寺坂本里坊庭園（大津市） - 雙厳院庭園、宝積院庭園、滋賀院門跡庭園、佛乗院庭園、旧白毫院庭園、旧竹林院庭園、蓮華院庭園、律院庭園、実蔵坊庭園、寿量院庭園
- 旧秀隣寺庭園（高島市） - 興聖寺
- 旧彦根藩松原下屋敷（お浜御殿）庭園（彦根市）
- 居初氏庭園（大津市）
- 金剛輪寺明壽院庭園（愛荘町）
- 慶雲館庭園（長浜市）
- 玄宮楽々園（彦根市）
- 胡宮神社社務所庭園（多賀町）
- 光浄院庭園（大津市） - 園城寺塔頭
- 浄信寺庭園（木之本町） - 木之本地蔵院
- 西明寺本坊庭園（甲良町）
- 醒井峡谷（米原市）
- 青岸寺庭園（米原市）
- 善法院庭園（大津市） - 園城寺塔頭
- 大通寺含山軒および蘭亭庭園（長浜市）
- 多賀神社奥書院庭園（多賀町）
- 竹生島（長浜市）
- 兵主神社庭園（野洲市）
- 福田寺庭園（米原市）

- 旧竹林院庭園
- 居初氏庭園
- 慶雲館庭園
- 玄宮園

#### 重要伝統的建造物群保存地区
- 坂本（大津市）
- 八幡（近江八幡市）
- 五個荘金堂町（東近江市）

- 坂本（大津市）
- 八幡（近江八幡市）
- 五個荘金堂町（東近江市）

#### 特別天然記念物
- 長岡のゲンジボタルおよびその発生地（米原市）

#### 重要文化的景観
- 近江八幡の水郷（近江八幡市） - 重要文化的景観選定第1号
- 高島市海津・西浜・知内の水辺景観（高島市マキノ町）
- 高島市針江・霜降の水辺景観（高島市新旭町）

- 近江八幡の水郷

#### 登録記念物
- 近江八景（三井晩鐘）
- 近江八景（堅田落雁）

- 三井晩鐘（園城寺）
- 堅田落雁（満月寺浮御堂）

#### 重要文化財・史跡等
特別史跡
- 安土城址（近江八幡市）
- 彦根城址（彦根市）

- 彦根城址
（国の特別史跡）
- 長命寺本堂
（重要文化財）
- 徳源院三重塔
（滋賀県指定文化財）

#### 文化施設
博物館・美術館
水族館
- 滋賀県立琵琶湖博物館

- 彦根城博物館
- 佐川美術館
- MIHO MUSEUM
- 滋賀県立近代美術館

### 公園等

#### 国立・国定・国営公園
- 国定公園
  - 琵琶湖国定公園
  - 鈴鹿国定公園

- 琵琶湖国定公園
（琵琶湖）
- 鈴鹿国定公園
（竜ヶ岳）

#### ラムサール条約登録地域
- 琵琶湖

#### 県立自然公園
- 三上・田上・信楽県立自然公園
- 朽木・葛川県立自然公園
- 湖東県立自然公園

#### 県立都市公園
- 尾花川公園
- びわこ文化公園
- 奥びわスポーツの森
- 湖岸緑地
- 春日山公園
- びわこ地球市民の森

- びわこ文化公園

#### 大型公園・動物園・植物園・遊園地
大型公園
動物園・植物園・遊園地
- 草津市立水生植物公園みずの森

- 柳が崎湖畔公園
- 大津湖岸なぎさ公園
- 滋賀県立陶芸の森
- 草津市立水生植物公園みずの森

#### 恋人の聖地
- びわ湖バレイ／打見山頂
- 丸子船が運ぶ恋／奥びわ湖 長浜
- 名神高速道路　大津サービスエリア

- びわ湖バレイ
- 長浜
（菅浦の湖岸集落）
- 大津サービスエリアからの夜景

### 祭事・行事等
- 長浜曳山祭（長浜市）
- 大津曳山祭（大津市）
- 日野祭（日野町）
- 篠田の花火（近江八幡市）
- 左義長（近江八幡市）
- 鍋冠祭（米原市）
- 江州音頭（県内各地）

## 地域別

### 湖南

#### 大津地域
- 大津市 - 世界遺産延暦寺、石山寺、琵琶湖遊覧船、びわ湖バレイ、近江神宮、近江大橋、びわ湖花噴水、日吉大社、神田神社、おごと温泉、満月寺・満月寺浮御堂、大津湖岸なぎさ公園、びわ湖テラス、坂本伝建地区、園城寺（三井寺）、滋賀県立芸術劇場 びわ湖ホール、大津市歴史博物館、瀬田の唐橋、滋賀県立美術館、坂本ケーブル、建部大社、旧竹林院庭園、比叡山ドライブウェイ、近江舞子水泳場、立木観音、琵琶湖疏水、南郷水産センター、びわこ文化公園、柳が崎湖畔公園・びわ湖大津館、旧東海道、正法寺、大津市おごと温泉観光公園、膳所城址、聖衆来迎寺、比良とぴあ、義仲寺、堅田、皇子が丘公園、石山公園、西教寺、居初氏庭園、道の駅びわ湖大橋米プラザ、道の駅妹子の郷、大津祭、びわ湖開き、びわ湖大花火大会、日吉山王祭

- 日吉大社
- 近江神宮

#### 南部地域
- 草津市 - 滋賀県立琵琶湖博物館、矢橋帰帆島、草津宿本陣、旧東海道、草津市立水生植物公園みずの森、ロックベイガーデン、ロクハ公園、草津市立草津川跡地公園、三大神社、烏丸半島、芦浦観音寺、道の駅草津、イナズマロックフェス
- 守山市 - 琵琶湖大橋、中山道、佐川美術館、もりやまバラ・ハーブ園、第一なぎさ公園、守山宿、己爾乃神社
- 栗東市 - 金勝山、大野神社、栗東トレーニングセンター、春日神社、道の駅アグリの郷栗東
- 野洲市 - 三上山、滋賀県希望が丘文化公園、安楽寺、日吉神社、御上神社、兵主大社

- 矢橋帰帆島
- 守山宿

#### 甲賀地域
- 甲賀市 - 六角堂、信楽陶苑たぬき村、MIHO MUSEUM、信楽高原鐵道、滋賀県立陶芸の森、甲賀の里忍術村、田村神社、成田ふれあい牧場、正福寺、信楽温泉、青土ダム、水口城跡、御在所岳、大鳥神社、愛宕山 (甲賀市信楽町)、信楽陶芸村、八坂神社、紫香楽宮、大池寺、道の駅あいの土山、祇園花行事、信楽まちなか芸術祭、水口曳山祭
- 湖南市 - 湖南三山（善水寺・長寿寺・常楽寺）、白山神社

- 水口城跡

### 湖東

#### 東近江地域
- 近江八幡市 - 八幡伝建地区（八幡堀、新町通り、かわらミュージアム、旧西川家住宅、近江八幡市立資料館など）、安土城、近江八幡の水郷（重要文化的景観第一号）、八幡山ロープウェー、安土城天主信長の館、長命寺、日牟禮八幡宮、沙沙貴神社、ヴォーリズ関連（白雲館、池田町洋館街・ハイド記念館・教育会館、ヴォーリズ記念館ほか）、西光寺、教林坊、滋賀県立安土城考古博物館、八幡山城、沖島、観音正寺、篠田の花火、左義長まつり、鳥人間コンテスト選手権大会
- 東近江市 - 松尾神社、永源寺温泉八風の湯、永源寺、百済寺、太郎坊阿賀神社、豊国神社、クレフィール湖東、安楽寺、五個荘金堂伝建地区、近江商人博物館、道の駅東近江市あいとうマーガレットステーション、道の駅奥永源寺渓流の里
- 日野町 - 滋賀農業公園ブルーメの丘
- 竜王町 - 三井アウトレットパーク滋賀竜王、苗村神社、滋賀県希望が丘文化公園、道の駅アグリパーク竜王、道の駅竜王かがみの里

- 池田町洋館街
- 苗村神社（国宝）
- 百済寺

#### 湖東地域
- 彦根市 - 彦根城、玄宮園・楽々園、中山道、夢京橋キャッスルロード、彦根城博物館、四番町スクエア、佐和山城跡、旧彦根藩松原下屋敷庭園、埋木舎、高宮納涼花火大会、彦根大花火大会、彦根ばやし
- 愛荘町 - 金剛輪寺
- 甲良町 - 西明寺、甲良神社
- 多賀町 - 多賀大社、河内風穴、キリンビール滋賀工場
- 豊郷町 - 豊郷小学校旧校舎群、阿自岐神社

- 玄宮園
- 多賀大社

### 湖北

#### 湖北地域
- 長浜市 - 黒壁スクエア、竹生島、長浜城、余呉湖、海洋堂フィギュアミュージアム黒壁、国友、ヤンマーミュージアム、奥琵琶湖パークウェイ、真宗大谷派長浜別院大通寺、宝厳寺、都久夫須麻神社、小谷城跡、ウッディパル余呉、鶏足寺、木之本地蔵院、慶雲館、湖北町水鳥公園・道の駅湖北みずどりステーション、北近江リゾート、豊国神社、長浜鉄道スクエア、賤ヶ岳古戦場、向源寺、須賀谷温泉、琵琶湖水鳥湿地センター・湖北野鳥センター、姉川古戦場、道の駅塩津海道 あぢかまの里、長浜盆梅展、長浜曳山祭、長浜あざいあっぱれ祭り、長浜・北びわ湖花火大会
- 米原市 - 伊吹山、ローザンベリー多和田、地蔵川、醒井養鱒場、醒井宿、松尾寺、三島池、グリーンパーク山東、グランスノー奥伊吹、米原市伊吹薬草の里文化センター、青岸寺、番場宿

- 竹生島
- 黒壁スクエア
- 余呉湖
- 醒井宿

### 湖西

#### 高島地域
- 高島市 - 白鬚神社、マキノ高原（メタセコイア並木、マキノ高原温泉さらさなど）、マキノ農業公園ピックランド、びわ湖こどもの国、海津大崎、マキノサニービーチ、マキノスキー場、家族旅行村 ビラデスト今津、ガリバー青少年旅行村、朽木スキー場、マキノ白谷温泉、今津のザゼンソウ群落、ヴォーリズ関連（今津ヴォーリズ資料館、今津教会、旧今津郵便局など）、道の駅藤樹の里あどがわ、道の駅マキノ追坂峠、道の駅しんあさひ風車村

- 海津大崎